# Ministeri de Medi Ambient de Lituània

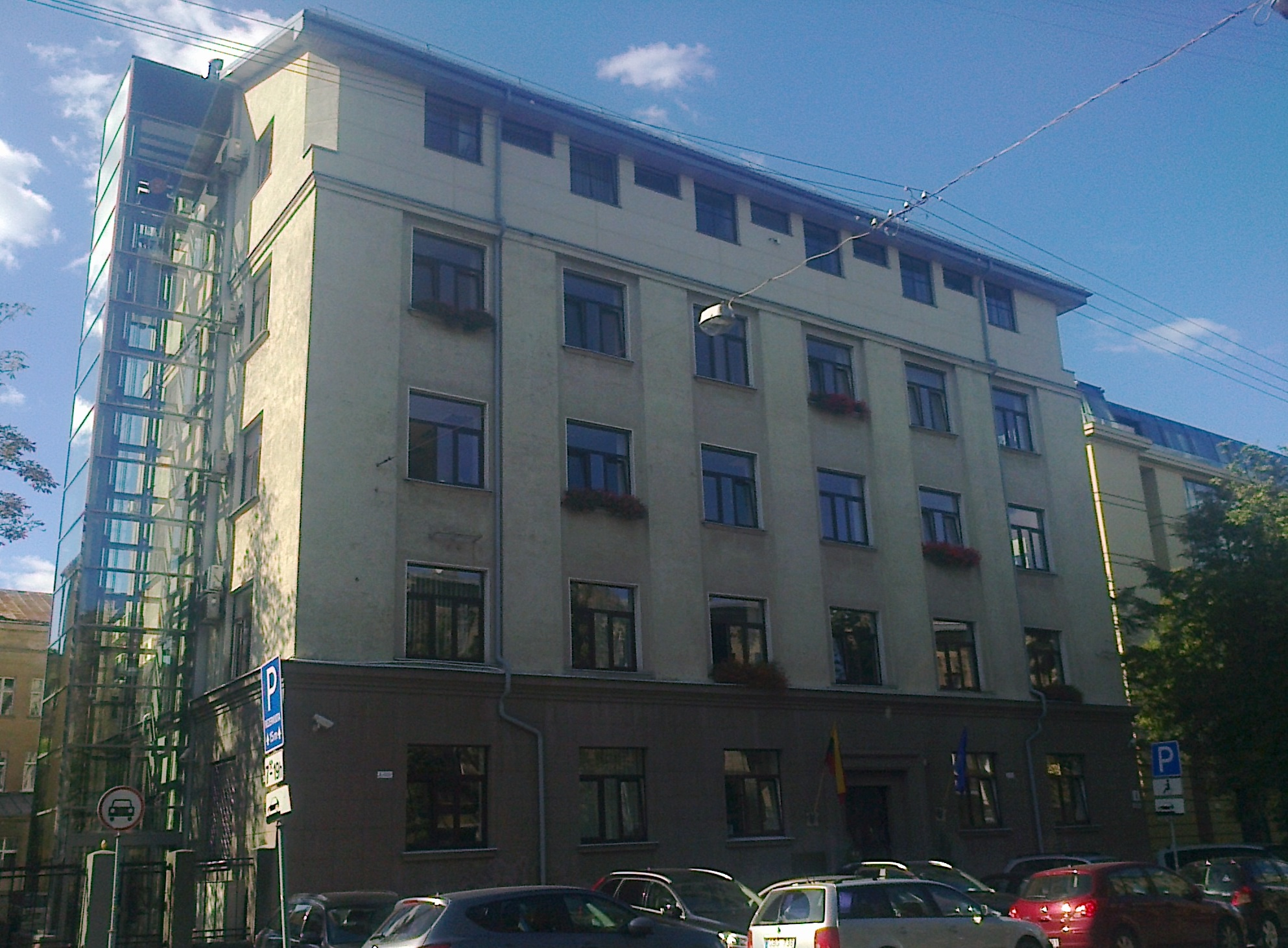
Edifici del Ministeri de Medi Ambient de Lituània a Vílnius

El Ministeri de Medi Ambient de Lituània (en lituà: Lietuvos Respublikos aplinkos ministerija) supervisa el medi ambient i els recursos naturals a Lituània.
La seva missió és: 
- Posar en pràctica el principi de desenvolupament sostenible;
- Establir condicions prèvies per a l'ús racional, la protecció i restauració dels recursos naturals;
- Garantir el subministrament d'informació pública sobre l'estat del medi ambient i les seves previsions;
- Crear les condicions per al desenvolupament del negoci de la construcció i el subministrament dels habitatges als residents;
- Assegurar una qualitat ambiental adequada, tenint en compte les normes i estàndards de la Unió Europea.[1]

El «Departament de Protecció del Medi Ambient», responsable davant el Consell Suprem - Seimas, es va establir per supervisar la protecció i l'explotació dels recursos naturals després que Lituània va declarar la seva independència de la Unió Soviètica el 1990. El 1996, el Departament es va reorganitzar en el «Ministeri de Protecció del Medi Ambient». L'any 1998, després de la fusió amb el Ministeri d'Habitatge i Desenvolupament Urbà, va passar a dir-se Ministeri de Medi Ambient. Per tant, va esdevenir responsable de la construcció, la planificació territorial i l'habitatge. El Ministeri compta amb nombroses divisions i institucions subordinades responsables de les àrees protegides, la protecció del medi ambient, recerca geològica, la silvicultura, la metrologia, la meteorologia i serveis de recerca marina. El Ministeri també dirigeix el Museu Zoològic Tadas Ivanauskas.

## Ministres
|                      | Nom                  | Nombrament             | Final mandat           |
| -------------------- | -------------------- | ---------------------- | ---------------------- |
| Bronius Bradauskas   | Bronius Bradauskas   | 6 de maig de 1996      | 4 de desembre de 1996  |
|                      | Imantas Lazdinis     | 4 de desembre de 1996  | 25 de març de 1998     |
|                      | Algis Čaplikas       | 25 de març de 1998     | 8 d'abril de 1999      |
|                      | Danius Lygis         | 8 d'abril de 1999      | 4 de desembre de 2000  |
|                      | Henrikas Žukauskas   | 4 de desembre de 2000  | 27 d'octubre de 2001   |
|                      | Arūnas Kundrotas     | 27 d'octubre de 2001   | 31 de gener de 2008    |
| Artūras Paulauskas   | Artūras Paulauskas   | 31 de gener de 2008    | 28 de novembre de 2008 |
|                      | Gediminas Kazlauskas | 28 de novembre 2008    | 13 de desembre de 2012 |
| Valentinas Mazuronis | Valentinas Mazuronis | 13 de desembre de 2012 | Present                |